# Bizarro (серия комиксов)
Bizarro — ограниченная серия комиксов, состоящая из 6 выпусков, которую в 2015 году издавала компания DC Comics.

## Синопсис
Серия повествует о приключениях Бизарро и Джимми Олсена.

### Выпуски
| № | Дата выхода      | Оценка на Comic Book Roundup    |
| - | ---------------- | ------------------------------- |
| 1 | 3 июня 2015      | 8,4 из 10 на основе 12 рецензий |
| 2 | 1 июля 2015      | 7,4 из 10 на основе 9 рецензий  |
| 3 | 19 августа 2015  | 8,6 из 10 на основе 4 рецензий  |
| 4 | 16 сентября 2015 | 8 из 10 на основе 4 рецензий    |
| 5 | 21 октября 2015  | 10 из 10 на основе 1 рецензии   |
| 6 | 18 ноября 2015   | 10 из 10 на основе 1 рецензии   |

### Сборники
| Название | Тип            | Дата выхода    | Собранный материал                                   | Кол-во страниц | ISBN                      |
| -------- | -------------- | -------------- | ---------------------------------------------------- | -------------- | ------------------------- |
| Bizarro  | Мягкая обложка | 3 февраля 2016 | Bizarro #1-6, Convergence: Superman: Man of Steel #2 | 144            | 9781401259716, 1401259715 |

## Реакция

### Отзывы критиков
На сайте Comic Book Roundup серия имеет оценку 8,7 из 10 на основе 31 рецензии. Дуг Завиша из Comic Book Resources, рассматривая первый выпуск, назвал его «комиксом с юмором и сердцем». Его коллега Мэтт Литтл, рецензируя выпуск № 2, отмечал, что он «продолжает тон, заданный в первом». Ричард Грей из Newsarama дал второму выпуску 9 баллов из 10 и посчитал, что «мультяшный стиль бразильского художника Дуарте прекрасен».

### Продажи
Ниже представлен график продаж комикса за первый месяц выпуска на территории Северной Америки.